# Список богомолів Португалії
Фауна Португалії налічує 13 видів богомолів з 10 родів. Більша кількість видів трапляється на півдні країни. Зокрема там виявлені види-вселенці: Miomantis paykullii, Miomantis caffra та Sphodromantis viridis. На Азорських островах богомолів не виявлено, на острові Мадейра мешкає богомол звичайний.

## Список видів
| Наукова назва, автор, рік опису                         | Таксономія             | Статус МСОП | Зображення | Зауваження щодо поширення                                                                          |
| Mantis religiosa Linnaeus, 1758                         | Родина богомолові      | LC          |            | Відомий по всій території країни. Також трапляється на острові Мадейра                             |
| Sphodromantis viridis (Forskal, 1775)                   | Родина богомолові      | —           |            | південна частина країни поблизу кордону з Іспанією                                                 |
| Empusa pennata (Thunberg, 1815)                         | Родина емпузові        |             |            | Трапляється по всій країні                                                                         |
| Iris oratoria Linnaeus, 1758                            | Родина Eremiaphilidae  | -           |            | Поширений по всій країні, але частіше трапляється на півдні країни, у середземноморських районах   |
| Geomantis larvoides Pantel, 1896                        | Родина Rivetinidae     | —           |            | Трапляється всюди, але частіше на пісках поблизу берега                                            |
| Rivetina baetica (Rambur, 1838)                         | Родина Rivetinidae     | —           |            | Відома одна знахідка біля селища Сагреш на крайньому півдні країни                                 |
| Miomantis paykullii Stal, 1871                          | Родина Miomantidae     | DD          |            | Вселенець з Африки на початку 2010-х, виявлений на крайньому півдні: в Алгарве, Квартейрі          |
| Miomantis caffra Saussure, 1871                         | Родина Miomantidae     | —           |            | Вселенець з Африки на початку 2010-х, виявлений у приміській зоні Лісабона                         |
| Perlamantis allibertii Guerin-Méneville, 1843           | Родина Amorphoscelidae | —           |            | Поширений по всій країні.                                                                          |
| Ameles paradecolor Agabiti, Salvatrice & Lombardo, 2010 | Родина Amelidae        | —           |            | Трапляється по всій країні, але спорадично, частіше у внутрішніх районах                           |
| Ameles spallanzania (Rossi, 1792)                       | Родина Amelidae        | —           |            | Трапляється по всій країні, звичайний вид.                                                         |
| Ameles nana Charpentier, 1825                           | Родина Amelidae        | —           |            | Наводиться у Fauna Europea                                                                         |
| Apteromantis aptera (Fuente, 1894)                      | Родина Amelidae        | —           |            | Трапляється локально, переважно в південній частині країни та на мезосередземноморських територіях |